# Interstella 5555: The 5tory of the 5ecret 5tar 5ystem
Az Interstella 5555: The 5tory of the 5ecret 5tar 5ystem (インターステラ; Hepburn: Intāsutera Fō Faibu) vagy Daft Punk: Interstella 5555 japán-francia sci-fi animációs film, amit 2003. december 1-jén adtak ki. A film a Daft Punk egyik albumának, a Discoverynek a vizuális megvalósítása. Minden zeneszám az albumról hallható a filmben is. A történet egy földönkívüliekből álló popzenekar elrablásáról és megmentéséről szól. A film producere a Daft Punk (Thomas Bangalter és Guy-Manuel de Homem-Christo) és a Toei Animation voltak, a megvalósítás Leiji Matsumoto felügyelete alatt történt. A filmben nincs párbeszéd, hangeffektusok is csak minimálisan. A számoknak megfelelően a film részekre van tagolva.